# Alexi Gómez
Pour les articles homonymes, voir Gomez.
Edwin Alexi Gómez Gutiérrez, né le 4 mars 1993 à Callao au Pérou, est un footballeur international péruvien.

## Biographie

### Carrière en club

#### Débuts professionnels au Pérou (2011-2014)
Alexi Gómez commence le football au Club Andrés Campeón. Ensuite, il rejoint l'équipe junior du Sporting Cristal, puis du Circolo Sportivo Italiano. En 2010, il fait un bref passage en Argentine au Vélez Sarsfield. Enfin, il retourne au Pérou et signe son premier contrat professionnel avec l'Hijos de Acosvinchos (es), évoluant en Segunda División. La saison suivante, il rejoint le León de Huánuco qui évolue en Torneo Descentralizado. Il fait ses débuts officiels en Primera División le 18 février 2012 contre l'Alianza Lima.
Ses bonnes performances au León de Huánuco et plus particulièrement au championnat de la CONMEBOL des moins de 20 ans organisé en Argentine avec la sélection péruvienne, où il rejoint l'Universitario de Deportes en 2013. Le 1er juin 2013, il inscrit son premier but lors de sa première rencontre, lors d'un match nul 1-1 contre le Sport Huancayo. Après une série de problèmes extra sportifs qui ont affecté son développement lors de la saison 2014. À la fin de la saison son club a annoncé qu'il n'évoluera pas en équipe première la saison suivante, et restera liée au club jusqu'à la fin de son contrat jusqu'en 2015.

#### Court passage en Suède (2015)
En janvier 2015, il s'est rendu en Suède, pour essayer de passer un essai à Malmö FF. Cependant, l'équipe de Malmö a démenti son intérêt pour le joueur, et le magazine Depor a déclaré qu’il ne retournerait pas en Amérique du Sud,.
Le 6 mars 2015, il est transféré librement à l'IF Brommapojkarna, évoluant en Superettan,, et signe un contrat de deux ans. Il fait ses débuts en Superettan le 3 avril lors d'une défaite 1-0 contre Östersunds FK. Il quitte le club en mai 2015 après seulement huit rencontres disputées.

#### Départ au Chili, puis retour à l'Universitario (2015-2017)
Le 3 août 2015, il est prêté avec option d'achat au San Luis de Quillota en Primera División par l'Universitario de Deportes,. Le 9 août 2015, il fait ses débuts en Primera División de Chile lors d'une défaite 1-0 contre le Santiago Wanderers. En janvier 2016, il était écarté de l'équipe première pendant moins d'un mois pour des raisons de discipline. En juin 2016, il termine son prêt avec l'équipe du San Luis, mais le club ne veut pas prolonger son prêt pour des raisons de discipline,.
Le 28 juin 2016, il réintègre l'Universitario de Deportes. Le 28 février 2017, il est sanctionné pour son comportement déplacer et envoyé dans l'équipe réserve pour une durée indéterminée. La punition dura jusqu'à qu'il montre un changement. Puis, le 22 mai 2017, il signe un nouveau contrat de deux ans (jusqu'en 2019) avec l'Universitario.

#### Prêt à l'Atlas, puis au Minnesota United (2018)
En décembre 2017, il est prêté au CF Atlas en Liga MX. Il fait ses débuts en Liga MX le 5 janvier 2018, lors d'une défaite 2-1 face au Club León. Le club mexicain résilie son contrat en raison de plusieurs manquements du joueur au règlement du club le 13 mars.
Le 11 avril 2018, il est prêté au Minnesota United FC, évoluant en Major League Soccer. Il fait ses débuts en MLS le 29 avril 2018, lors d'une victoire 2-1 face au Dynamo de Houston. Le 19 octobre 2018, il a été suspendu pour trois matches et condamné à une amende d’un montant non divulgué pour conduite violente à la suite de la bagarre face aux des joueurs des Rapids du Colorado. Il purgera sa suspension face au Galaxy de Los Angeles le 21 octobre, face au Crew de Columbus le 28 octobre et lors du premier match de la saison régulière du Minnesota pour la saison 2019 de la MLS.

### Carrière internationale
En janvier 2013, Alexi Gómez  participe au championnat de la CONMEBOL des moins de 20 ans avec l'équipe du Pérou des moins de 20 ans. Lors de ce tournoi, il dispute huit rencontres, et inscrit un but contre l'Uruguay.
Le 26 mars 2013, il honore sa première sélection contre le Trinité-et-Tobago en amical. Lors de ce match, il commence la rencontre comme titulaire, et sort du terrain à la 60e minute de jeu, en étant remplacé par Paolo Hurtado. Le match se solde par une victoire de 3-0 des Péruviens. Il fait son retour en sélection pratiquement quatre ans plus tard, le 8 juin 2017 lors d'un match amical face au Paraguay, match où il rentre à la 84e minute à la place d'Edison Flores.

### Vie privée
Accusé d'agression physique envers une femme, Alexi Gómez est arrêté par la police péruvienne, le 19 septembre 2023, alors qu'il s'entraînait avec son équipe (le Deportivo Garcilaso). Il avait déjà été accusé en 2020 par son ex femme – Andrea Barrantes – de violences conjugales.

## Palmarès
Universitario de Deportes
- Championnat du Pérou (1) :
  - Champion : 2013.

## Statistiques

### Statistiques détaillées
| Saison                | Club                      | Championnat           | Championnat | Championnat | Coupe(s) nationale(s) | Coupe(s) nationale(s) | Compétition(s) continentale(s) | Compétition(s) continentale(s) | Compétition(s) continentale(s) | Pérou | Pérou | Total | Total |
| Saison                | Club                      | Division              | M.          | B.          | M.                    | B.                    | Comp.                          | M.                             | B.                             | M.    | B.    | M.    | B.    |
| 2011                  | Hijos de Acosvinchos      | Segunda División      | 15          | 2           | -                     | -                     | -                              | -                              | -                              | -     | -     | 15    | 2     |
| Sous-total            | Sous-total                | Sous-total            | 15          | 2           | 0                     | 0                     | -                              | 0                              | 0                              | 0     | 0     | 15    | 2     |
| 2012                  | León de Huánuco           | Descentralizado       | 21          | 1           | -                     | -                     | CS                             | 2                              | 0                              | -     | -     | 23    | 1     |
| Sous-total            | Sous-total                | Sous-total            | 21          | 1           | 0                     | 0                     | -                              | 2                              | 0                              | 0     | 0     | 23    | 1     |
| 2013                  | Universitario de Deportes | Descentralizado       | 39          | 3           | -                     | -                     | -                              | -                              | -                              | 3     | 0     | 42    | 3     |
| 2014                  | Universitario de Deportes | Descentralizado       | 22          | 1           | 7                     | 0                     | CL                             | 6                              | 1                              | -     | -     | 35    | 2     |
| Sous-total            | Sous-total                | Sous-total            | 61          | 4           | 7                     | 0                     | -                              | 6                              | 1                              | 3     | 0     | 77    | 5     |
| 2015                  | IF Brommapojkarna         | Superettan            | 8           | 0           | -                     | -                     | -                              | -                              | -                              | -     | -     | 8     | 0     |
| Sous-total            | Sous-total                | Sous-total            | 8           | 0           | 0                     | 0                     | -                              | 0                              | 0                              | 0     | 0     | 8     | 0     |
| 2015-2016             | San Luis de Quillota      | Primera División      | 21          | 2           | 2                     | 0                     | -                              | -                              | -                              | -     | -     | 23    | 2     |
| Sous-total            | Sous-total                | Sous-total            | 21          | 2           | 2                     | 0                     | -                              | 0                              | 0                              | 0     | 0     | 23    | 2     |
| 2016                  | Universitario de Deportes | Descentralizado       | 13          | 5           | -                     | -                     | CS                             | 2                              | 0                              | -     | -     | 15    | 5     |
| 2017                  | Universitario de Deportes | Descentralizado       | 32          | 11          | -                     | -                     | CL                             | 2                              | 1                              | 1     | 0     | 35    | 12    |
| Sous-total            | Sous-total                | Sous-total            | 45          | 16          | 0                     | 0                     | -                              | 4                              | 1                              | 1     | 0     | 50    | 17    |
| 2018                  | CF Atlas (prêt)           | Liga MX               | 7           | 0           | 4                     | 0                     | -                              | -                              | -                              | -     | -     | 11    | 0     |
| Sous-total            | Sous-total                | Sous-total            | 7           | 0           | 4                     | 0                     | -                              | 0                              | 0                              | 0     | 0     | 11    | 0     |
| 2018                  | Minnesota United (prêt)   | MLS                   | 18          | 0           | 1                     | 0                     | -                              | -                              | -                              | -     | -     | 19    | 0     |
| Sous-total            | Sous-total                | Sous-total            | 18          | 0           | 1                     | 0                     | -                              | 0                              | 0                              | 0     | 0     | 19    | 0     |
| Total sur la carrière | Total sur la carrière     | Total sur la carrière | 197         | 25          | 14                    | 0                     | -                              | 12                             | 1                              | 4     | 0     | 223   | 30    |

### Liste des matchs internationaux
| Matchs internationaux d'Alexi Gómez | Matchs internationaux d'Alexi Gómez | Matchs internationaux d'Alexi Gómez          | Matchs internationaux d'Alexi Gómez | Matchs internationaux d'Alexi Gómez | Matchs internationaux d'Alexi Gómez | Matchs internationaux d'Alexi Gómez                                  |
|                                     | Date                                | Lieu                                         | Adversaire                          | Résultat                            | Compétition                         | Notes                                                                |
| ----------------------------------- | ----------------------------------- | -------------------------------------------- | ----------------------------------- | ----------------------------------- | ----------------------------------- | -------------------------------------------------------------------- |
| 1.                                  | 26 mars 2013                        | Estadio Nacional, Lima, Pérou                | Trinité-et-Tobago                   | 3-0                                 | Match amical                        | Titulaire et remplacé par Paolo Hurtado à la 60e minute de jeu.      |
| 2.                                  | 17 avril 2013                       | Candlestick Park, San Francisco, États-Unis  | Mexique                             | 0-0                                 | Match amical                        | Titulaire.                                                           |
| 3.                                  | 14 août 2013                        | Suwon World Cup Stadium, Suwon, Corée du Sud | Corée du Sud                        | 0-0                                 | Match amical                        | Titulaire.                                                           |
| 4.                                  | 11 octobre 2013                     | Estadio Monumental, Buenos Aires, Argentine  | Argentine                           | 3-1                                 | Éliminatoires Coupe du monde 2014   | Titulaire et remplacé par Cristian Benavente à la 46e minute de jeu. |
| 5.                                  | 8 juin 2017                         | Estadio Mansiche, Trujillo, Pérou            | Paraguay                            | 1-0                                 | Match amical                        | Entre en jeu à la place d'Edison Flores à la 84e minute de jeu.      |